# Saidjahus creper
Saidjahus creper is een pissebed uit de familie Eubelidae. De wetenschappelijke naam van de soort is voor het eerst geldig gepubliceerd in 1904 door Gustav Budde-Lund.